# Talassaari (ö i Södra Savolax, Pieksämäki, lat 62,36, long 26,97)
Talassaari är en ö i Finland. Den ligger i sjön Hirvijärvi och i kommunen Pieksämäki i den ekonomiska regionen  Pieksämäki ekonomiska region  och landskapet Södra Savolax, i den centrala delen av landet, 260 km norr om huvudstaden Helsingfors. Öns area är 0,3 hektar och dess största längd är 80 meter i sydväst-nordöstlig riktning.